# انشراح (اسم)
اِنْشِرَاح هو اسم علم مؤنث من أصل عربي، ومعناه هو سرور الصدر بالشيء والإقبال عليه.